# Stepnói (Kurgáninsk, Krasnodar)
Stepnói (del ruso: Степной), es un posiólok del raión de Kurgáninsk del krai de Krasnodar, en Rusia. Está situado en las llanuras de Kubán-Priazov, donde se encuentran con las estribaciones septentrionales del Cáucaso, al sur, en la cabecera del arroyo Saniuja, tributario del río Chamlyk, que desemboca en el Labá, afluente del Kubán, 18 km al este de Kurgáninsk y 146 km al este de Krasnodar. Tenía 2 217 habitantes en 2010
Es cabeza del municipio Bezvodnoye, al que pertenecen asimismo Andreye-Dmítriyevski, Kocherguin, Mijáilov, Svétlaya Zariá, Shchebenozavodskói. El municipio tenía un total de 4 686 habitantes.